# Pjotr Rikoenov
Pjotr Anatoljevitsj Rikoenov (Russisch: Пётр Анатольевич Рикунов) (Nizjni Novgorod, 24 februari 1997) is een Russisch wielrenner die enkele seizoenen uitkwam voor Gazprom-RusVelo.

## Overwinningen
2014
 Russisch kampioen op de weg, Junioren
2017
 Russisch kampioen op de weg, Beloften
 Russisch kampioen tijdrijden, Beloften
2023
2e etappe Vijf ringen van Moskou
Eindklassement Vijf ringen van Moskou
2024
 Russisch kampioen tijdrijden, Elite
 Russisch kampioen op de weg, Elite
2e etappe Trans-Himalaya Cycling Race
2e en 5e etappe Ronde van het Poyangmeer
Eindklassement Ronde van het Poyangmeer
2025
 Russisch kampioen tijdrijden, Elite
7e etappe Ronde van Qinghai

## Resultaten in voornaamste wedstrijden
|      | \| Jaar \| Amstel Gold Race \| Luik-Bast.‑Luik \| Ronde van Lombardije \| Waalse Pijl \| Parijs-Tours \| \| WK op de weg \| \| ---- \| ---------------- \| --------------- \| -------------------- \| ----------- \| ------------ \| \| ------------ \| \| 2019 \| \| \| opgave \| \| \| \| \| \| 2020 \| \| \| \| \| 57e \| \| opgave \| \| 2021 \| opgave \| opgave \| \| opgave \| \| \| opgave \| |                 |                      |             |              |  |              |
| Jaar | Amstel Gold Race | Luik-Bast.‑Luik | Ronde van Lombardije | Waalse Pijl | Parijs-Tours |  | WK op de weg |
| 2019 | |                 | opgave               |             |              |  |              |
| 2020 | |                 |                      |             | 57e          |  | opgave       |
| 2021 | opgave | opgave          |                      | opgave      |              |  | opgave       |

## Ploegen
- 2019 –  Gazprom-RusVelo
- 2020 –  Gazprom-RusVelo
- 2021 –  Gazprom-RusVelo
- 2022 –  Gazprom-RusVelo (tot 1 maart)
- 2023 –  Yunnan Lvshan Landscape (van 15 juli tot 22 oktober)
- 2024 –  Chengdu Cycling Team
- 2025 –  Chengdu DYC Cycling Team

Arslanov · Bojev · Jevtoesjenko · Kobernjak · Koelikov · Koelikovski · Koerbatov · Koerjanov · Nekrasov · Nytsj · Porsev · Rikoenov · Rovny · Rybalkin · Sjaloenov · Sjilov · Stasj · Tsjerkasov · Vlasov · Vorobjov · Landi (stagiair) · Popov (stagiair) · Vitoerin (stagiair)
Bojev · Canola · D. Cima · I. Cima · Karaljok · Koelikov · Koelikovski · Koerjanov · Koezmin · Koeznetsov · Nekrasov · Nych · Rikoenov · Rovny · Rybalkin · Scaroni · Sjaloenov · Strachov · Tsjerkasov · Tsjernetski · Velasco
Bojev · Canola · D. Cima · I. Cima · Dversnes · Kotsjetkov · Kreuziger · Koezmin · Koeznetsov · Lucca · Lunder · Nekrasov · Nych · Rikoenov · Rovny · Scaroni · Sjaloenov · Strachov · Strachov · Tsjerkasov · Tsjernetski · Vacek · Velasco · Zakarin
Canola · Carboni · Conci · Díaz · Fedeli · Kotsjetkov · Michael Kukrle · Lunder · Malucelli · Nekrasov · Nych · Piccolo · Rikoenov · Rivera · Rovny · Scaroni · Strachov · Tsjerkasov · Tsjernetski · Vacek · Zakarin